# Mindepark
 Denne artikel omhandler overvejende eller alene danske forhold. Hjælp gerne med at gøre artiklen mere almen.
Mindepark eller mindelund er et område udlagt til minde om afdøde personer fra krige, ulykker etc. samt tidligere landområder, som er bevaringsværdige o.a.

## Mindeparker og -lunde

### Danmark
- Argentinerparken – mindepark og samlingssted for dansk–argentinere beliggende i Sønderskov ved Erritsø.
- DSB Mindelund – mindelund for DSB medarbejdere som er omkommet i tjeneste. Beliggende på Holstens bastion i Fredericia.
- Kongenshus Mindepark – en mindepark for opdyrkelse af heden i Jylland.
- Mindeparken (Marselisborg Mindepark) – mindepark beliggende syd for Århus.
- Frøslevlejren – i dag (2007) en national mindepark fra den tyske besættelse.
- Mindelunden i Ryvangen – minde over faldne danske modstandsfolk under den tyske besættelse af Danmark, 1940 til 1945.
- Mindelund for allierede – beliggende i Donnerup Plantage nær landsbyen Aale.
- Mindeparken i Skibelund Krat med især nationale minder.

| Kultur | Spire Denne artikel om kultur er en spire som bør udbygges. Du er velkommen til at hjælpe Wikipedia ved at udvide den. |